# 埃爾潘吉縣
埃爾潘吉縣（西班牙語：Cantón El Pangui），是厄瓜多爾的縣份，位於該國南部，由薩莫拉-欽奇佩省負責管轄，始建於1991年2月14日，面積614平方公里，2001年人口7,441，人口密度每平方公里12.12人。
3°37′S 78°35′W / 3.617°S 78.583°W